# Hamari Traoré
Hamari Traoré, né le 27 janvier 1992 à Bamako (Mali), est un footballeur international malien qui évolue actuellement au poste de latéral droit à la Real Sociedad.

## Biographie

### En club

#### Débuts au Paris FC
Formé à l’académie Jean-Marc Guillou de Bamako, au Mali, Hamari Traoré fait ses débuts en France au Paris FC, en National.

#### K Lierse SK
Hamari Traoré est recruté par le K Lierse SK, club évoluant en Jupiler Pro League en 2012. Après une saison d’adaptation, il s’impose dans le club belge comme titulaire au poste de latéral droit.

#### Confirmation au Stade de Reims
En juillet 2015, Hamari Traoré, convoité par plusieurs clubs, choisit de s'engager avec le Stade de Reims en signant un contrat de trois ans. Le 9 août 2015, il découvre la Ligue 1 en débutant titulaire face aux FC Girondins de Bordeaux. Pour son deuxième match, il inscrit le but de la victoire (1-0) lors de la réception de l'Olympique de Marseille. À la suite du replacement d'Aïssa Mandi en défense centrale, il s'impose sur le flanc droit de la défense rémoise.
Ses prestations convaincantes en club lui valent d'être appelé par Alain Giresse en équipe national. Le 9 octobre 2015, le défenseur malien est titularisé dès son premier match officiel avec l'équipe nationale du Mali pour une rencontre amicale à Troyes contre le Burkina Faso (victoire, 4-1).

#### L'Europe avec le Stade rennais FC
Le 10 juin 2017, le Stade rennais FC annonce avoir trouvé un accord pour son transfert avec le Stade de Reims. Le 14 juin 2017, il est transféré et signe un contrat de quatre ans.
Lors de la saison 2018-2019, il participe à la victoire de son club en Coupe de France, battant le Paris Saint-Germain en finale (2-2, puis 6-5 aux t.a.b.). Un exploit puisqu'il s'agit du premier titre pour le Stade rennais FC depuis 48 ans.
Le 19 janvier 2020, Hamari Traoré marque son premier but avec les Rouge et Noir lors d'un match de Coupe de France au stade Parsemain de Fos-sur-Mer face à l'Athlético Marseille. Le 7 septembre 2020, il prolonge son contrat jusqu'en juin 2023 avec le Stade rennais FC. Lors de la saison 2020-2021, il joue pour la première fois la Ligue des champions mais le Stade rennais FC est éliminé dès la phase de poule.
Devenu capitaine de l'équipe, Hamari Traoré passe encore un cap la saison suivante en délivrant 10 passes décisives. Il atteint également la barre des 200 rencontres sous les couleurs des Rouge et Noir.

#### Un nouveau challenge à la Real Sociedad
Le 9 juin 2023, après six saisons au Stade rennais FC, Hamari Traoré signe en étant libre à la Real Sociedad et s'engage pour une durée de deux ans avec une option de prolongation d'une saison supplémentaire,,.
Le 2 septembre 2024, la Real Sociedad annonce une rupture des ligaments croisés pour Hamari Traoré et que ce dernier sera opéré dans les prochains jours,,.

### En sélection
En janvier 2017, Hamari Traoré est retenu par le sélectionneur Alain Giresse afin de participer à la Coupe d'Afrique des nations 2017 qui se déroule au Gabon. Deux ans plus tard, il est de nouveau convoqué pour participer à la Coupe d'Afrique des nations 2019 qui a lieu en Égypte. En décembre 2021, il est retenu par le sélectionneur Mohamed Magassouba pour participer à la Coupe d'Afrique des nations 2021 au Cameroun,.
Le 2 janvier 2024, il est retenu dans la liste des vingt-sept joueurs maliens sélectionnés par Éric Chelle pour disputer la Coupe d'Afrique des nations 2023 en Côte d'Ivoire. Le 27 juin 2024, il est suspendu par la Fédération malienne de football pour « incitation et fronde contre le football malien ».

## Statistiques
| Saison                | Club                  | Championnat           | Championnat | Championnat | Championnat | Coupe(s) nationale(s) | Coupe(s) nationale(s) | Coupe(s) nationale(s) | Compétition(s) continentale(s) | Compétition(s) continentale(s) | Compétition(s) continentale(s) | Compétition(s) continentale(s) | Total | Total | Total |
| Saison                | Club                  | Division              | M.          | B.          | P.d.        | M.                    | B.                    | P.d.                  | Comp.                          | M.                             | B.                             | P.d.                           | M.    | B.    | P.d.  |
| 2012-2013             | Paris FC              | National              | 15          | 0           | 0           | -                     | -                     | -                     | -                              | -                              | -                              | -                              | 15    | 0     | 0     |
| 2013-2014             | K Lierse SK           | Jupiler Pro League    | 11          | 0           | 0           | 5                     | 0                     | 0                     | -                              | -                              | -                              | -                              | 16    | 0     | 0     |
| 2014-2015             | K Lierse SK           | Jupiler Pro League    | 29          | 1           | 5           | 9                     | 0                     | 0                     | -                              | -                              | -                              | -                              | 38    | 1     | 5     |
| Sous-total            | Sous-total            | Sous-total            | 40          | 1           | 5           | 14                    | 0                     | 0                     | -                              | -                              | -                              | -                              | 54    | 1     | 5     |
| 2015-2016             | Stade de Reims        | Ligue 1               | 33          | 2           | 1           | 1                     | 0                     | 0                     | -                              | -                              | -                              | -                              | 34    | 2     | 1     |
| 2016-2017             | Stade de Reims        | Ligue 2               | 31          | 2           | 2           | 2                     | 0                     | 0                     | -                              | -                              | -                              | -                              | 33    | 2     | 2     |
| Sous-total            | Sous-total            | Sous-total            | 64          | 4           | 3           | 3                     | 0                     | 0                     | -                              | -                              | -                              | -                              | 67    | 4     | 3     |
| 2017-2018             | Stade rennais FC      | Ligue 1               | 30          | 0           | 2           | 3                     | 0                     | 0                     | -                              | -                              | -                              | -                              | 33    | 0     | 2     |
| 2018-2019             | Stade rennais FC      | Ligue 1               | 34          | 0           | 1           | 7                     | 0                     | 1                     | C3                             | 8                              | 0                              | 0                              | 49    | 0     | 2     |
| 2019-2020             | Stade rennais FC      | Ligue 1               | 27          | 0           | 5           | 6                     | 1                     | 0                     | C3                             | 4                              | 0                              | 0                              | 37    | 1     | 5     |
| 2020-2021             | Stade rennais FC      | Ligue 1               | 35          | 1           | 1           | 1                     | 0                     | 0                     | C1                             | 6                              | 0                              | 0                              | 42    | 1     | 1     |
| 2021-2022             | Stade rennais FC      | Ligue 1               | 33          | 3           | 10          | 1                     | 0                     | 0                     | C4                             | 8                              | 0                              | 0                              | 42    | 3     | 10    |
| 2022-2023             | Stade rennais FC      | Ligue 1               | 31          | 1           | 4           | 2                     | 0                     | 0                     | C3                             | 3                              | 0                              | 0                              | 36    | 1     | 4     |
| Sous-total            | Sous-total            | Sous-total            | 190         | 5           | 23          | 20                    | 1                     | 1                     | -                              | 29                             | 0                              | 0                              | 239   | 6     | 24    |
| 2023-2024             | Real Sociedad         | LaLiga                | 31          | 0           | 1           | 2                     | 0                     | 0                     | C1                             | 7                              | 0                              | 0                              | 40    | 0     | 1     |
| 2024-2025             | Real Sociedad         | LaLiga                | 11          | 0           | 1           | 1                     | 0                     | 0                     | C3                             | 1                              | 0                              | 0                              | 13    | 0     | 1     |
| Sous-total            | Sous-total            | Sous-total            | 42          | 0           | 2           | 3                     | 0                     | 0                     | -                              | 8                              | 0                              | 0                              | 53    | 0     | 2     |
| Total sur la carrière | Total sur la carrière | Total sur la carrière | 351         | 10          | 33          | 40                    | 1                     | 1                     | -                              | 37                             | 0                              | 0                              | 428   | 11    | 34    |

### En sélection
| Saison                | Sélection             | Phases finales                   | Phases finales | Phases finales | Phases finales | Éliminatoires | Éliminatoires | Éliminatoires | Matchs amicaux | Matchs amicaux | Matchs amicaux | Total | Total | Total |
| Saison                | Sélection             | Compétition                      | M              | B              | Pd             | M             | B             | Pd            | M              | B              | Pd             | M     | B     | Pd    |
| --------------------- | --------------------- | -------------------------------- | -------------- | -------------- | -------------- | ------------- | ------------- | ------------- | -------------- | -------------- | -------------- | ----- | ----- | ----- |
| 2015-2016             | Mali                  | -                                | -              | -              | -              | 2             | 0             | 0             | 1              | 0              | 0              | 3     | 0     | 0     |
| 2016-2017             | Mali                  | Coupe d'Afrique des nations 2017 | 3              | 0              | 1              | 4             | 0             | 0             | 0              | 0              | 0              | 7     | 0     | 1     |
| 2017-2018             | Mali                  | Coupe du monde 2018              | -              | -              | -              | 3             | 0             | 0             | 0              | 0              | 0              | 3     | 0     | 0     |
| 2018-2019             | Mali                  | Coupe d'Afrique des nations 2019 | 3              | 0              | 0              | 4             | 0             | 0             | 1              | 0              | 0              | 8     | 0     | 0     |
| 2019-2020             | Mali                  | -                                | -              | -              | -              | 2             | 0             | 0             | 1              | 0              | 0              | 3     | 0     | 0     |
| 2020-2021             | Mali                  | -                                | -              | -              | -              | 2             | 0             | 1             | 3              | 1              | 1              | 5     | 1     | 2     |
| 2021-2022             | Mali                  | Coupe d'Afrique des nations 2021 | 4              | 0              | 0              | 9             | 0             | 0             | 0              | 0              | 0              | 13    | 0     | 0     |
| 2022-2023             | Mali                  | Coupe du monde 2022              | -              | -              | -              | 1             | 0             | 0             | 2              | 0              | 0              | 3     | 0     | 0     |
| Total sur la carrière | Total sur la carrière | Total sur la carrière            | 10             | 0              | 1              | 27            | 0             | 1             | 8              | 1              | 1              | 45    | 1     | 3     |

Le tableau suivant liste les rencontres de l'équipe du Mali dans lesquelles Hamari Traoré a été sélectionné depuis le 9 octobre 2015 jusqu'à présent :

## Palmarès
Avec le Stade rennais FC, Hamari Traoré remporte la Coupe de France en 2019.